# Chaenostoma archeri
Chaenostoma archeri är en flenörtsväxtart som först beskrevs av Robert Harold Compton, och fick sitt nu gällande namn av Kornhall. Chaenostoma archeri ingår i släktet Chaenostoma och familjen flenörtsväxter. Inga underarter finns listade i Catalogue of Life.